# Аббакумов, Сергей Григорьевич
Сергей Григорьевич Аббакумов (21 июля 1909 года, с. Нижнее Голицыно, Саратовская губерния, Российская империя — после 1955 года, СССР) — советский военачальник, полковник (1943).

## Биография
Родился 21 июля 1909 года в селе Нижнее Голицыно (ныне Урусовское сельское поселение в Ртищевском муниципальном районе Саратовской области России).

## Военная служба

### Межвоенный период
29 мая 1933 года был призван в РККА и зачислен курсантом в дивизионную школу 32-й стрелковой дивизии ПриВО. После её окончания проходил службу в 96-м стрелковом полку этой дивизии командиром отделения, помощником командира взвода и помощником старшины роты.
С мая по сентябрь 1936 года находился на КУКС лейтенантов в городе Ворошилов Приморского края, после которых был командиром пулемётного и разведывательного взводов.
С 3 августа 1938 года командовал разведывательным взводом в 113-м стрелковом полку этой же дивизии. Участвовал в боях на озере Хасан. 11 августа был ранен.
За героизм и мужество, проявленные в боях с японскими милитаристами, Указом Президиума Верховного Совета СССР от 25 октября 1938 года Аббакумов награждён орденом Ленина.
С декабря 1938 по июль 1939 года учился на разведывательных КУКС РККА в Москве. По возвращении в полк исполнял должность помощника командира разведывательной роты и командира зенитно-пулемётной роты.

### Великая Отечественная война
22 июня 1941 года продолжал служить в 32-й стрелковой дивизии в составе 25-й армии Дальневосточного фронта.
В октябре 1941 года дивизия была переброшена на Западный фронт, а майор Аббакумов назначен командиром стрелкового батальона. Принимал участие в битве под Москвой, в Ржевско-Вяземской наступательной операции 1942 года.
С марта по июнь 1942 года находился на КУКС Западного фронта. Затем назначен командиром 740-го стрелкового полка 217-й стрелковой дивизии, с октября 1943 года исполнял должность заместителя командира этой дивизии. В составе 16-й армии (с 15 апреля 1943 года — 11-й гвардейской) воевал на Западном, затем Брянском фронтах. Участвовал в боях на жиздринском направлении, в Курской битве, Брянской наступательной операции.
С мая 1944 по март 1945 года находился на курсах при Высшей военной академии им. К. Е. Ворошилова. В апреле был назначен командиром 355-й стрелковой дивизии 2-й Краснознамённой армии Дальневосточного фронта.

### Советско-японская война
В период Советско-японской войны 1945 года дивизия входила в состав Чугуевской оперативной группы 1-го Дальневосточного фронта и выполняла задачи по обороне побережья Японского моря от возможных морских десантов в районе бухты Ольга.
В ходе Южно-Сахалинской наступательной и Курильской десантной операций при высадке частей дивизии на Южный Сахалин и острова Итуруп и Уруп, Аббакумов не проявил «командирской требовательности к командирам частей и должного контроля». За это в ноябре 1945 года он был отстранён от должности и зачислен в распоряжение Военного совета Дальневосточного фронта.

### Послевоенные годы
В январе 1946 года полковник Аббакумов был назначен заместителем командира 34-й Средне-Волжской Краснознамённой стрелковой дивизии им. В. В. Куйбышева.
В июле 1947 года, после расформирования дивизии, он был назначен заместителем командира 6-го отдельного пулемётно-артиллерийского полка в составе 1-й Отдельной Краснознамённой армии ДВО.
В период с декабря 1948 по октябрь 1949 года находился на курсах «Выстрел».
С января 1951 года командовал 214-м стрелковым полком 12-й стрелковой дивизии в составе 1-й Отдельной Краснознамённой армии.
В январе 1955 года уволен в запас.

## Награды
- орден Ленина (25.10.1938)[6]
- два ордена Красного Знамени (13.10.1943[7], 05.11.1954[6][8])
- орден Александра Невского (03.10.1943)[9]
- два ордена Красной Звезды (11.01.1943[10], 20.06.1949[11][8])
- медали, в том числе:
  - «За боевые заслуги» (03.11.1944)[12][8]
  - «За оборону Москвы» (1944)[6]
  - «За победу над Германией в Великой Отечественной войне 1941—1945 гг.» (1945)[6]
  - «За победу над Японией» (1945)[6]